# Methanobacteriales
Methanobacteriales (лат.) — порядок метанообразующих архей, на июнь 2017 года единственный в классе Methanobacteria Boone 2002 (синоним Archaeobacteria Murray 1988).

## Классификация
На июль 2017 года в порядок включают следующие семейства и роды:
- Семейство Methanobacteriaceae Barker 1956[5][6]
  - Род Methanobacterium Kluyver and van Niel 1936[7]
  - Род Methanobrevibacter Balch and Wolfe 1981[1]
  - Род Methanosphaera Miller and Wolin 1985[8]
  - Род Methanothermobacter Wasserfallen et al. 2000[9] [syn. Methanobacter Boone et al. 1993[10]]
- Семейство Methanothermaceae Stetter 1982[11]
  - Род Methanothermus Stetter 1982[11]